# Decatur, Georgia
Decatur là một thành phố của Quận DeKalb, Georgia, Hoa Kỳ và là một phần của khu vực đô thị Atlanta. Dân số là 20.148 theo cuộc điều tra dân số vào năm 2013. Thành phố sở hữu ba nhà ga xe lửa MARTA. Decatur tọa lạc khoảng 5 dặm về phía đông bắc của trung tâm thành phố Atlanta.

## Địa lý

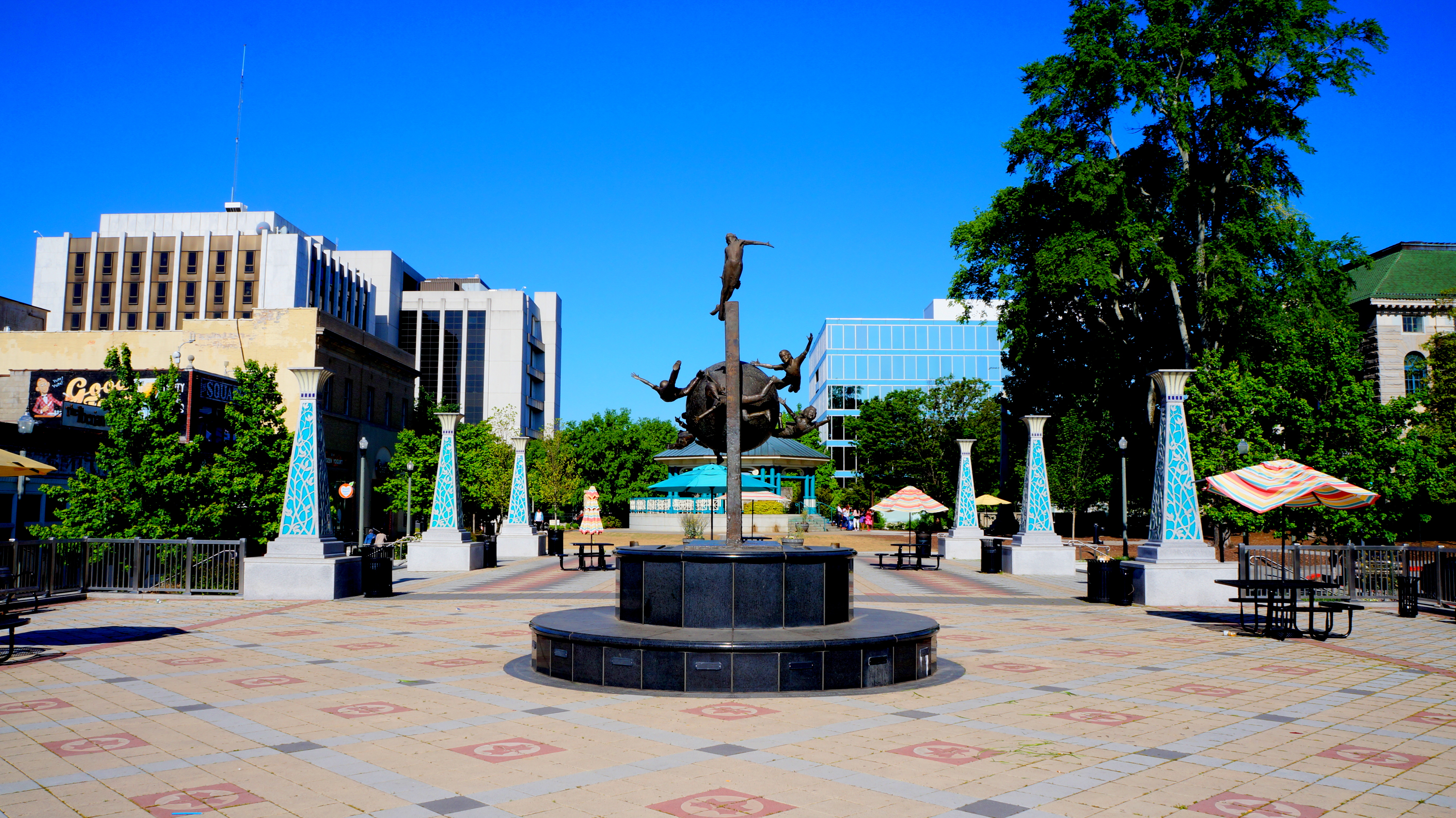
Trung tâm thành phố Decatur

Decatur nằm ở 33 ° 46′17 ″ N 84 ° 17′52 ″ W (33.771355, -84.297732).

Theo Cục Thống Kê Dân số Hoa Kỳ, thành phố có tổng diện tích 4,2 dặm vuông (11 km2) với tất cả đất đai. Phần lục địa phía Đông chia đôi thành phố dọc theo tuyến đường đi của CSX (trước đây là Đường sắt Georgia).

## Dân cư
Theo điều tra dân số năm 2010, Decatur đã có 19.335 người, 8.599 đơn vị nhà ở được sở hữu, và 4.215 gia đình sống trong thành phố. Mật độ dân số là 4.603,6 người / dặm vuông (2.860,2 / km²). Có 9.335 đơn vị nhà ở với mật độ trung bình 2.222,6 mỗi dặm vuông (1.380,9 / km²). Tỷ lệ chủng tộc của thành phố là 73,5% người da trắng, 20,2% người Mỹ gốc Phi, 0,2% người Mỹ bản xứ, 2,9% người châu Á, 0,0% người Thái Bình Dương, 0,6% từ các chủng tộc khác và 2,4% từ hai hoặc nhiều chủng tộc. Người có nguồn gốc từ Tây Ban Nha hoặc La tinh của bất kỳ chủng tộc nào chiếm 3,2% dân số.Decatur có  29,5% hộ có con dưới 18 tuổi sống chung với gia đình, 38,8% là gia đình gồm một chồng - một vợ sống chung với nhau, 11,4% là phụ nữ độc thân, và 47,2% là số hộ khác. 37,9% của tất cả các hộ gia đình được tạo thành từ các cá nhân, 21,1% có người 65 tuổi trở lên sống một mình. Quy mô hộ trung bình là 2,17 và quy mô gia đình trung bình là 2,96.
Trong thành phố, dân số phân theo nhóm tuổi có tỷ lệ là 25,1% dưới 19 tuổi, 5,2% từ 20 đến 24  tuổi, 32,9% từ 25 đến 44  tuổi, 25,7% từ 45 đến 64  tuổi, và 11,1% người từ 65 tuổi trở lên. Độ tuổi trung bình là 38 tuổi. Cứ 56 người nữ thì có 44 người nam.
Thu nhập trung bình cho một hộ gia đình trong thành phố là $ 73,602. Nam giới có thu nhập trung bình là $ 73,089 và $ 58,580 đối với nữ giới. Thu nhập bình quân đầu người của thành phố là $ 42,926. Khoảng 12,20% gia đình và 14,9% dân số sống dưới mức nghèo khổ, trong đó có 24,2% là những người dưới 18 tuổi và 12,5% là những người 65 tuổi trở lên.
Trình độ học vấn của dân cư Decatur cao hơn mức trung bình của khu vực Atlanta, với 56% cư dân có bằng cử nhân trở lên, và 27% có trình độ sau đại học trở lên.

## Lễ hội, các sự kiện đặc biệt và nghệ thuật
Decatur có lĩnh vực nghệ thuật và lễ hội phát triển mạnh. Liên minh Nghệ thuật Decatur tổ chức Liên hoan Nghệ thuật Decatur vào tháng 5, ngoài việc lắp đặt không gian nghệ thuật công cộng quanh thành phố, nó còn cung cấp không gian trưng bày cho các nghệ sĩ địa phương. Đây là sự kiện tạo cơ hội cho các nghệ sĩ trẻ mới nổi và hỗ trợ giáo dục nghệ thuật Thành phố.
Decatur còn có Eddie Attic, nơi tổ chức các buổi biểu diễn nhạc sống mỗi buổi tối.
Decatur được biết đến với các lễ hội  quen thuộc bao gồm Liên hoan nghệ thuật Decatur hàng năm, Decatur BBQ, Lễ hội Blues & Bluegrass, Liên hoan sách Decatur, Lễ hội bia chế biến thủ công Decatur và Lễ hội Rượu vang Decatur. Các sự kiện khác diễn ra trong suốt cả năm bao gồm diễu hành, Hòa nhạc trên Quảng trường, thu thập rượu vang, đi bộ nghệ thuật, chạy đua. Các nghệ sĩ công cộng ở Decatur bao gồm Celebration (nghệ sĩ Gary Price), Valentine (nghệ sĩ George Lundeen), Thomas Jefferson (George Lundeen),  Roy A. Blount Plaza và Living Walls Murals (các nghệ sĩ khác nhau).